# Pays de Făgăraș

La carte du pays de Făgăraș

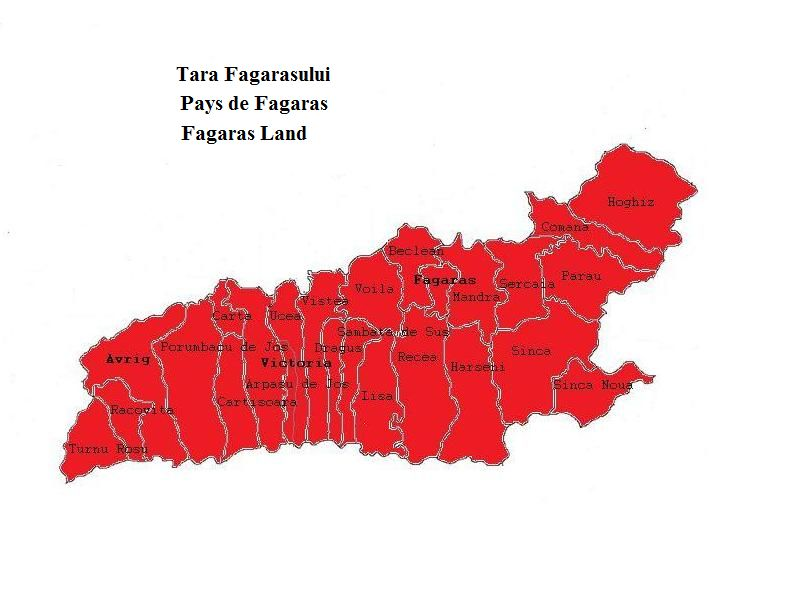
La carte du pays de Făgăraș

Le pays de Făgăraș (en roumain Țara Făgărașului, également Țara Oltului ; allemand : Fogaraschland, également Altland, hongrois : Fogarasföld, latin : Terra Fugaras ou Terra Alutus) est une région du sud de la Transylvanie, en Roumanie. 
Sa ville principale est Făgăraș. Au nord, elle est bordée par la rivière Olt, tandis que la région de Valachie est au sud. Au royaume de Hongrie et dans la Grande Roumanie, elle correspondait au comté de Fogaras et, puis, respectivement, au județ de Făgăraș. Aujourd'hui, il est divisé entre le județ de Brașov et le județ de Sibiu.

## Géographie
Dépliée sous la forme d'une bande, disposée sur l'axe est-ouest, d'une longueur de 82 km et d'une largeur variant entre 12 et 19 km, la dépression de Făgăraș révèle deux principaux types de relief. Ceux-ci se succèdent depuis la montagne (monts Făgăraș), sous la forme d'un vaste amphithéâtre avec une ouverture au nord, vers le large pré d'Olt et le plateau de Hârtibaciu. Le relief vallonné formé par les collines sous-montagneuses, avec des altitudes comprises entre 500 m et 800 m et profondément fragmenté par l'action phréatique des rivières de montagne, suggère une ligne de contreforts naturels.

## Monuments religieux, d'histoire et d'art
- Château de Făgăraș

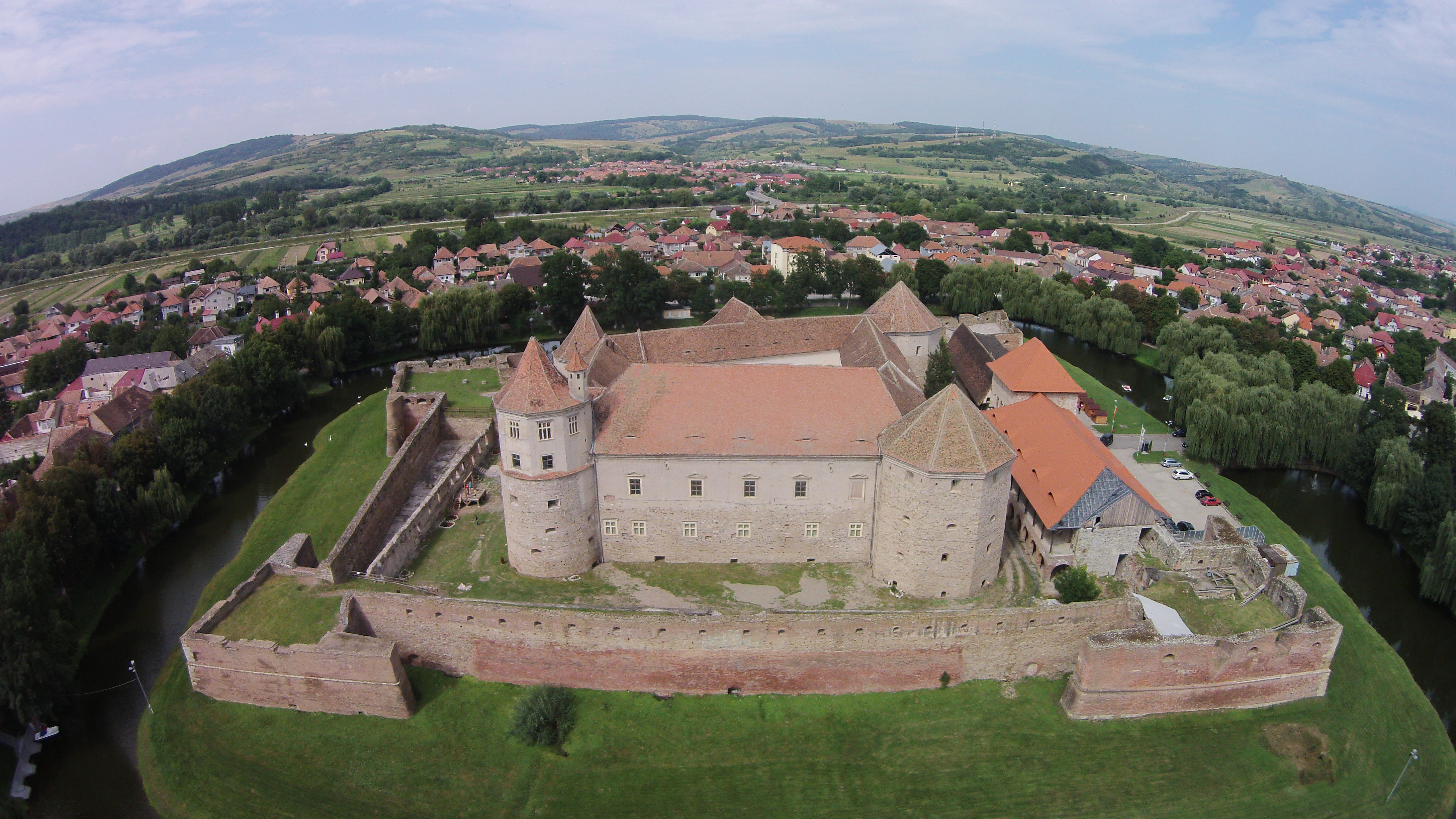
Vue aérienne du château de Făgăraș.

- Abbaye cistercienne de Cârța, du județ de Sibiu
- Église franciscaine de Făgăraș, 1782.

## Images

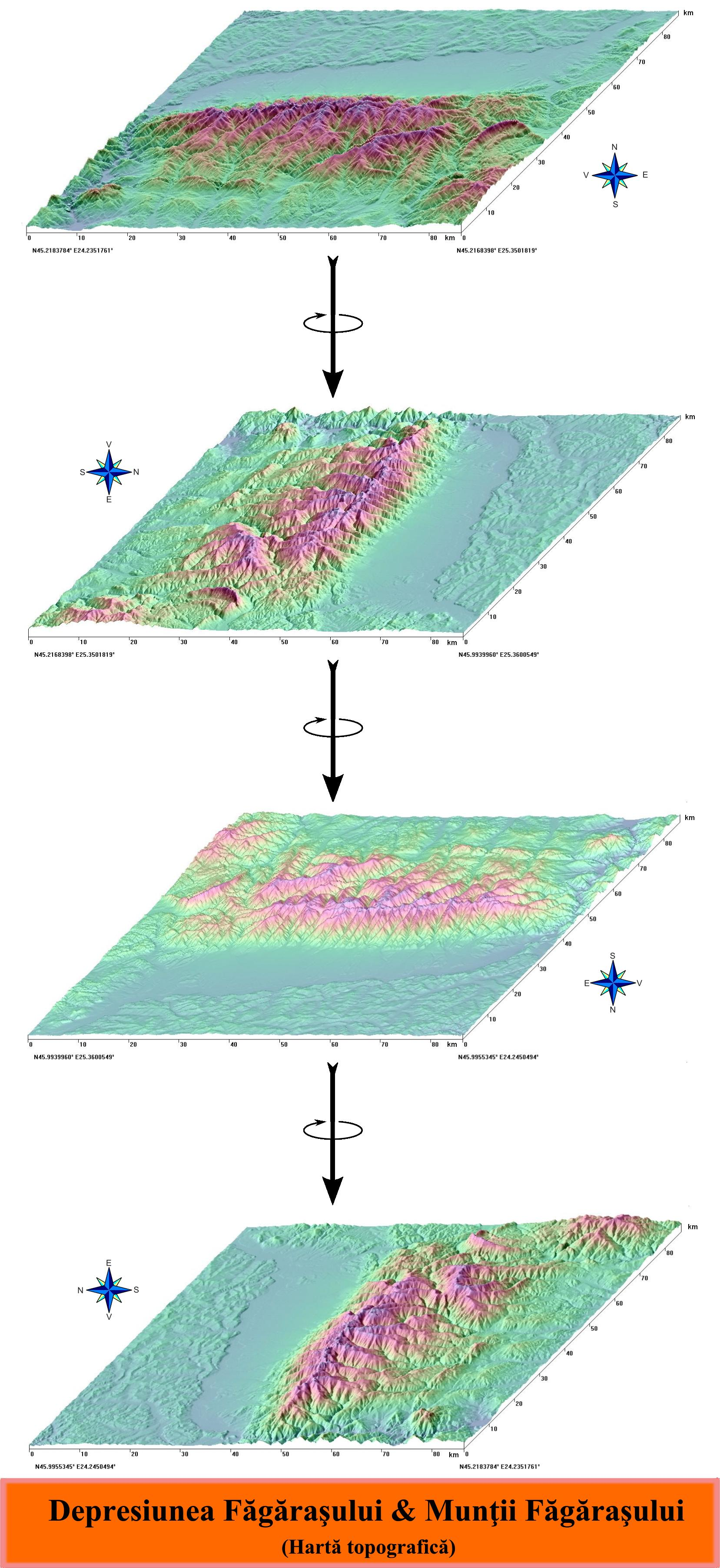
Pays de Făgăraș - Carte topographique
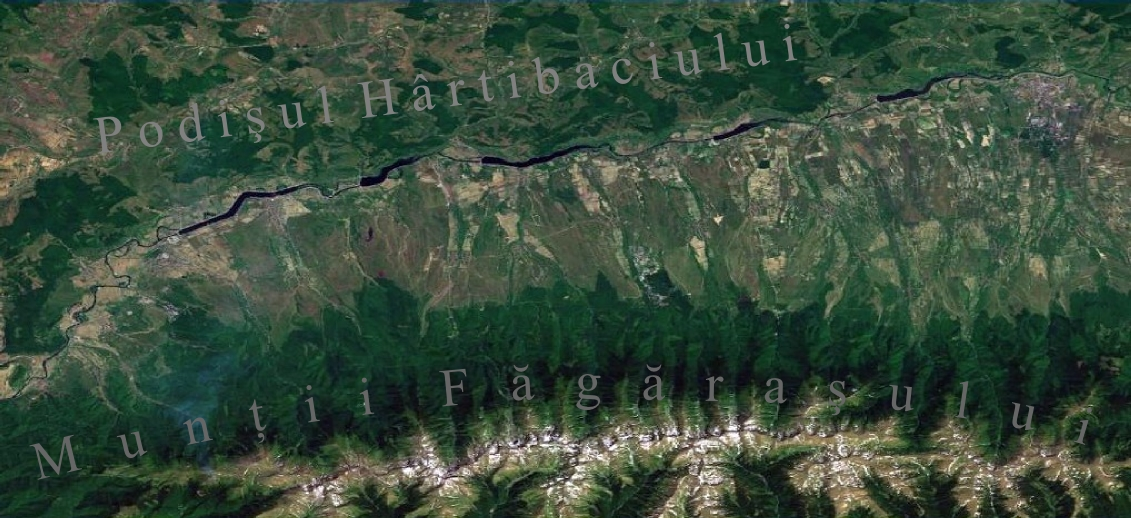
Dépression de Făgăraș 3D
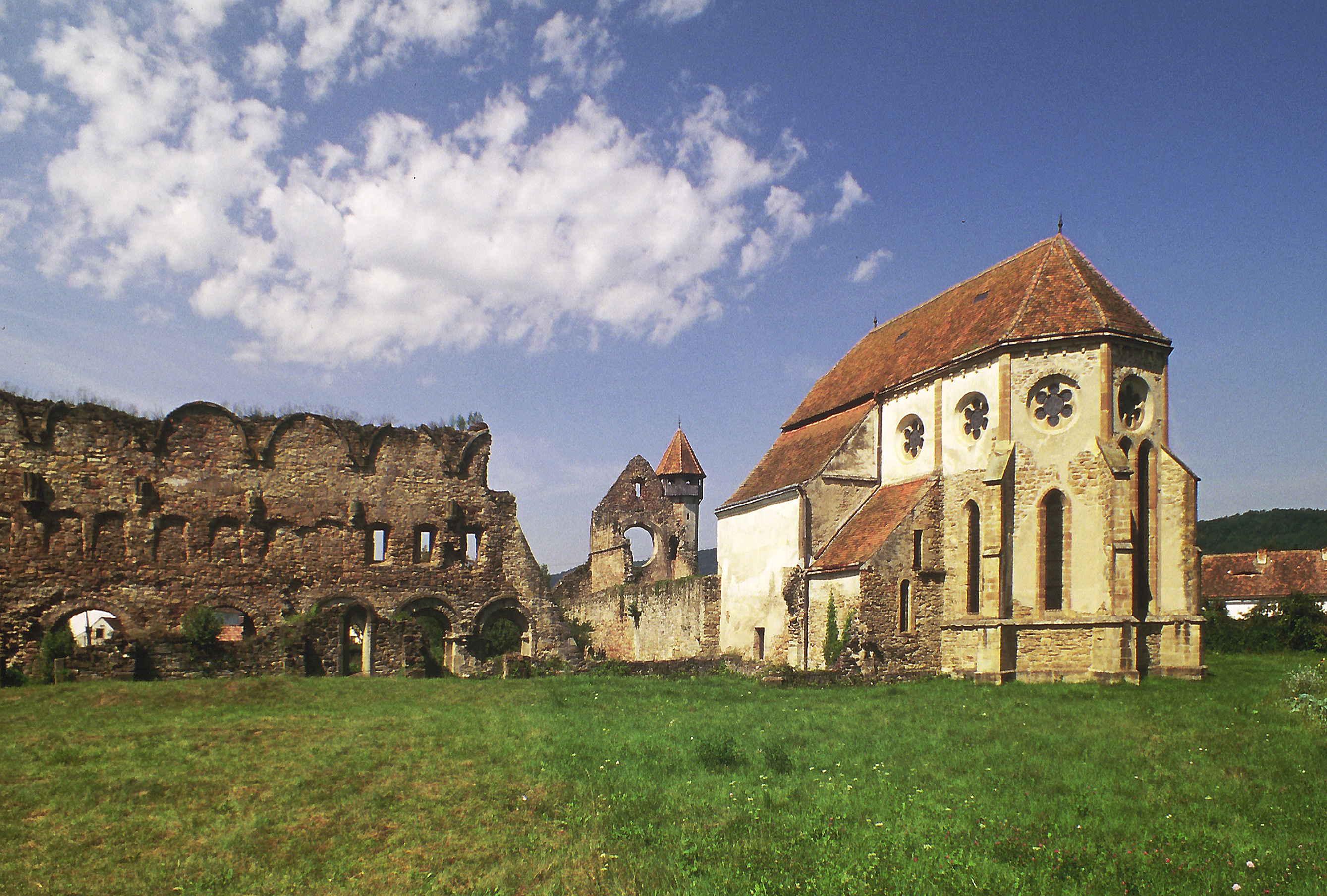
Abbaye cistercienne de Cârța
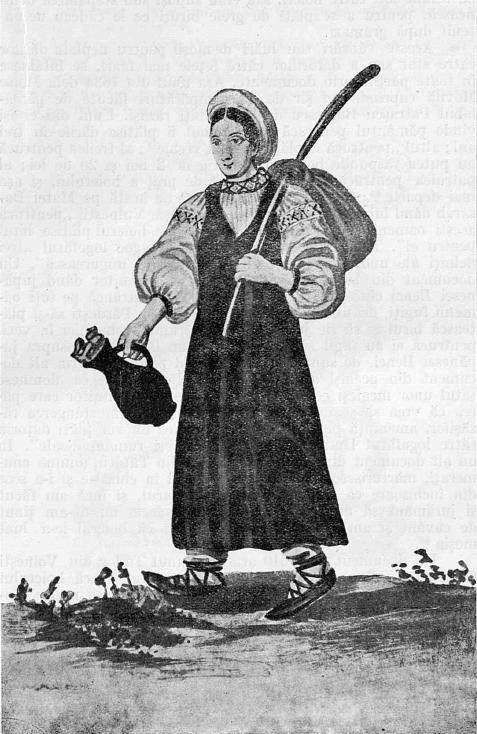
Paysanne du pays de Făgăraș. Image d'une page d'un codex du XVIIe siècle, au Musée national hongrois de Budapest, Hongrie.
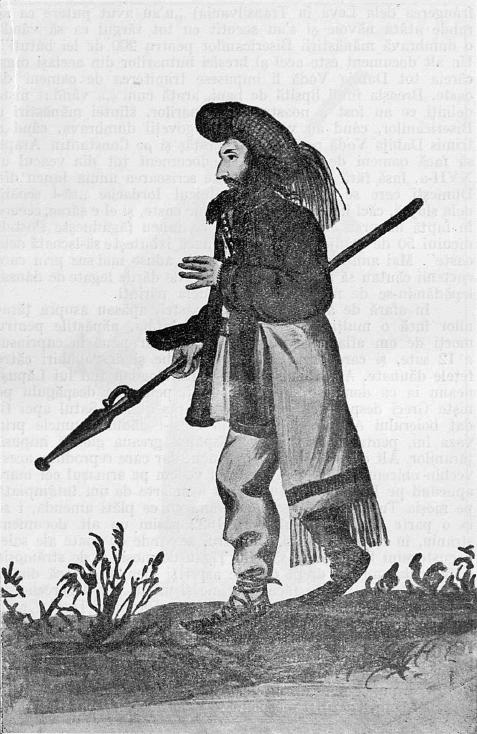
Paysan du Pays de Făgăraș. Image d'une page d'un codex du XVIIe siècle, au Musée national hongrois de Budapest, Hongrie
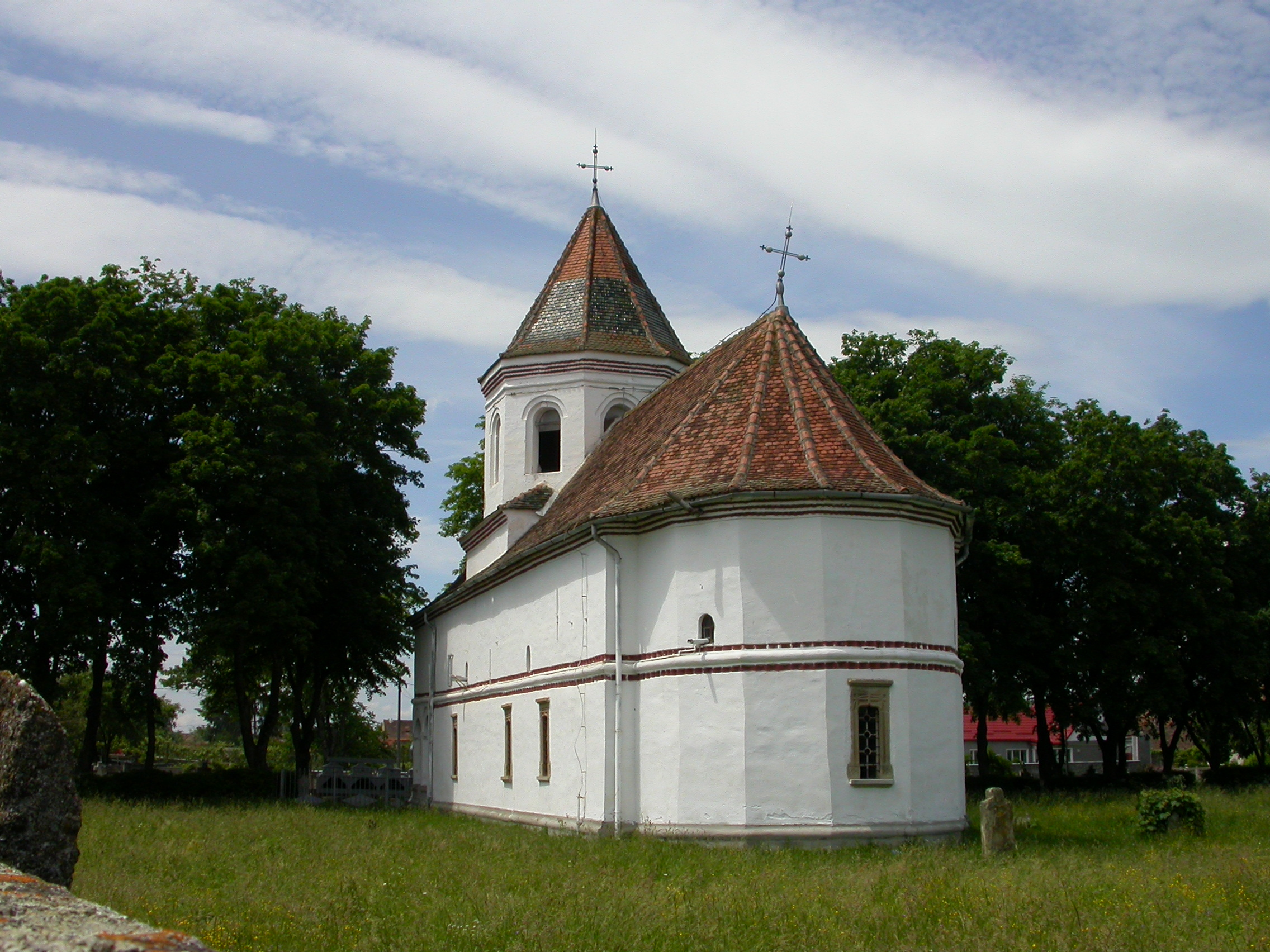
Église de Brancovan de Făgăraș (Église de Saint-Nicolas) (1698)
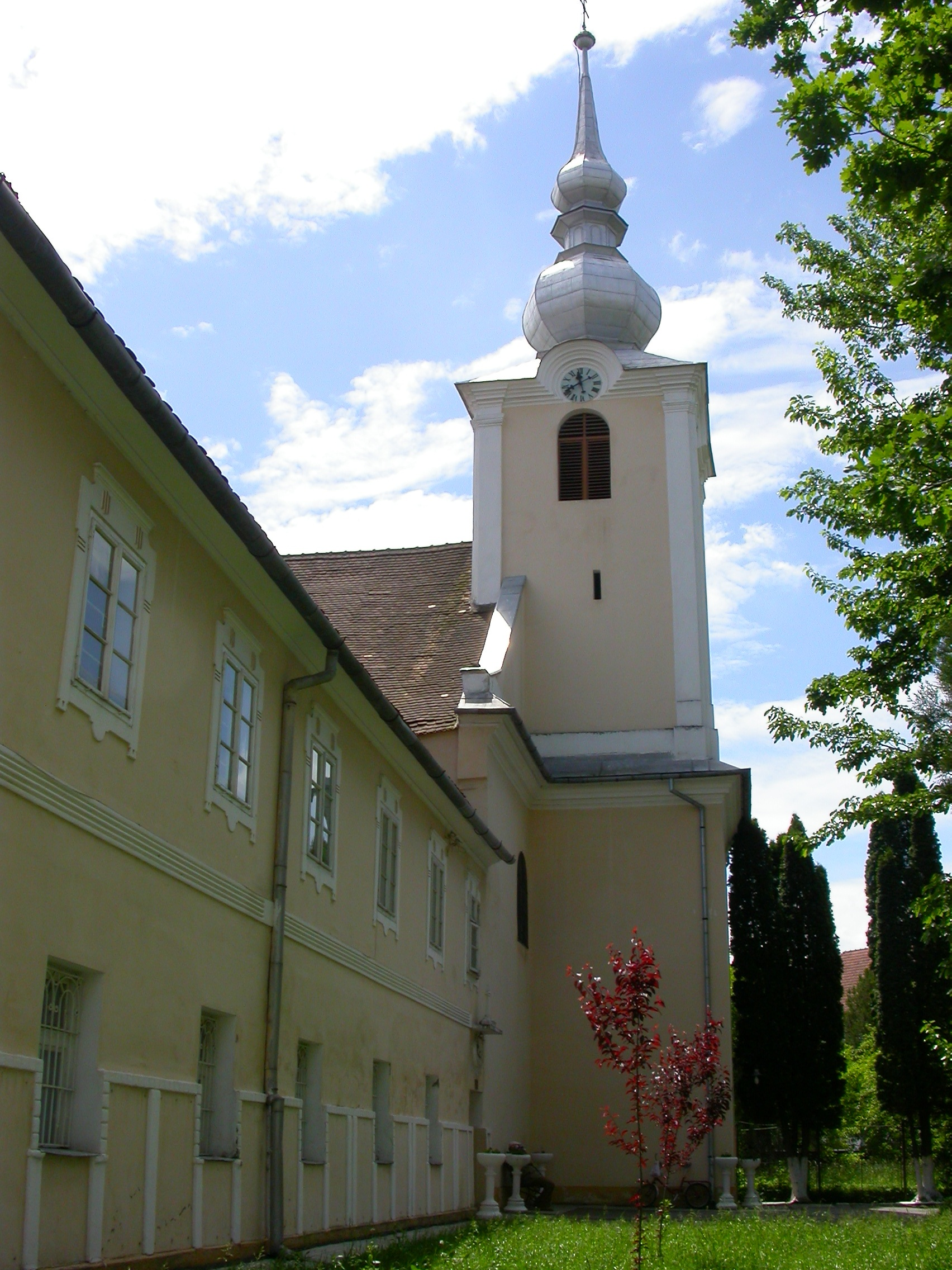
Église franciscaine de Făgăraș (1782)
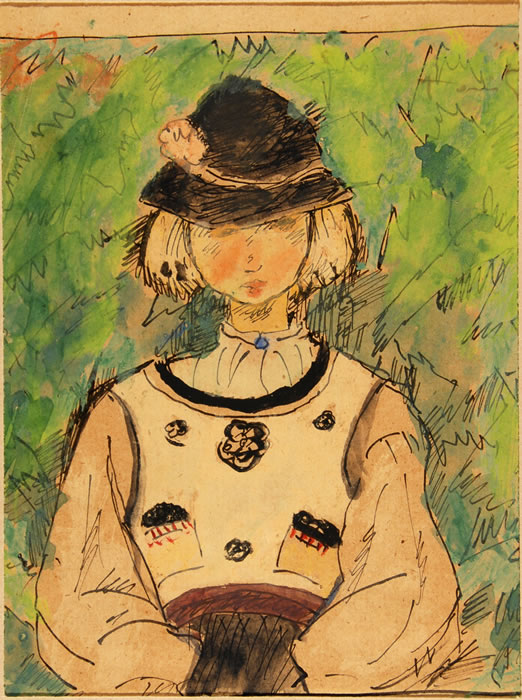
Fillette du Pays de Făgăraș, aquarelle de Nicolae Tonitza (1886-1940), au Musée national Brukenthal de Sibiu